# 白玉子
白玉子（韓語：백옥자，1950年5月18日—），韩国女子铅球运动员。她曾获得1970年亚洲运动会和1974年亚洲运动会女子铅球金牌。她也曾参加1968年夏季奥运会和1972年夏季奥运会。